# Georges Feydeau
Georges Feydeau   (rue de Clichy, 8 de desembre de 1862 - Rueil-Malmaison, 5 de juny de 1921) va ser un comèdiògraf francès especialitzat en el gènere del vodevil. Algunes de les seves obres, considerades com unes veritables "peces de rellotgeria" s'han representat infinitat de vegades arreu del món: L'Hotel de Livre -Échange (1894), La dame de Chez Maxim's (1899) o Occupe-toi d'Amélie (1908). A Catalunya se'n van representar adaptacions i versions en català per a tots els gustos, de la mà d'actors coneguts com a Josep Santpere o Elena Jordi en el decurs la primera meitat del segle XX i fins a la Guerra Civil.

## Obra dramàtica
- Par la fenêtre, 1882
- Amour et piano, 1883
- Gibier de potence, 1883
- Fiancés en herbe, 1886
- Tailleur pour dames, 1886
- La lycéenne, 1887
- Un bain de ménage, 1888
- Chat en poche, 1888
- Les fiancés de Loches, 1888 (amb col·laboració de Maurice Desvallières).
- L'affaire Édouard, 1889 (amb col·laboració de Maurice Desvallières).
- C'est une femme du monde, 1890 (amb col·laboració de Maurice Desvallières).
- Le mariage de Barillon, 1890 (amb col·laboració de Maurice Desvallières).
- Monsieur Chasse, 1892
- L'Hôtel du libre échange, 1894
- Champignol malgré lui, 1892 (amb col·laboració de Maurice Desvallières).
- La Main passe, 1904
- L'Âge d'or, 1905 (amb col·laboració de Maurice Desvallières i música de Louis Varney)
- Le bourgeon, 1906
- La Puce à l'oreille, 1907
- Occupe-toi d'Amélie, 1908
- Dormez, je le veux.
- La dame de Chez Maxim.,
- La Duchesse des Folies-Bergère.

## Traduccions al català
- Cuida't de l'Amelia. Traducció de Jeroni Moliné. Estrenat al Teatre Apol·lo de Barcelona, el 9 de maig de 1914.
- Un nus a la cua. Traducció de Gaym Castor. Estrenat al Teatre Apol·lo de Barcelona, el 29 de maig de 1915.
- La dama de Chez Maxim. Traducció de Jeroni Moliné. Estrenat al Gran Teatre Espanyol de Barcelona, el 3 de juny de 1917.
- El Gall dindi. Traducció de Jeroni Moliné. Estrenat al Teatre Nou (Avinguda del Paral·lel), el 22 d'octubre de 1920.
- Les dues oques. Traducció de Jeroni Moliné. Estrenat al Gran Teatre Espanyol de Barcelona, el 25 de febrer de 1921.
- L'hotel dels gemecs. Traducció de Jeroni Moliné. Estrenat al Gran Teatre Espanyol, el 22 de setembre de 1921.
- Sessió nocturna. Versió de Pol Agustí
- Diamant en brut. Versió de Pol Agustí
- Dorm: t'ho mano. Versió de pol Agustí
- Toquem i toquem.